# David Cobeño
David Cobeño Iglesias (Madrid, España, 6 de abril de 1982) es un ejecutivo de fútbol español quien actualmente es el director deportivo del Rayo Vallecano y un exfutbolista que jugaba como portero.

## Trayectoria
Formado en la cantera del Rayo Vallecano, militó un año en la Ponferradina hasta que en la temporada 2005/2006 le fichó el Real Madrid para que fuera portero de su filial. Gracias a su buena temporada en el Castilla, en el verano de 2006 el Sevilla FC se hizo con sus servicios. En su primer año en Sevilla fue suplente de Andrés Palop, por lo que el club decidió cederlo a la UD Almería para la siguiente temporada. Tras la cesión, fichó por el equipo que le vio debutar, el Rayo Vallecano, recién ascendido a Segunda División. Está considerado uno de los tres mejores porteros de Móstoles junto a Paco Sedano e Iker Casillas.
El 24 de mayo de 2009 marcó un gol desde su portería, algo muy difícil de ver en el fútbol. (vídeo).
Le otorgaron el Premio Zamora de 2ª División en la liga 2008-09.
En el verano de 2012, el cancerbero mostoleño ficha por el FC Vaslui, en aquel momento subcampeón de la liga rumana, aunque antes de disputar un partido oficial decidió rescindir el contrato para volver a su equipo de la temporada pasada el Rayo Vallecano.

## Clubes
| Club                 | País    | Año       | Partidos de Liga | Partidos Copa del Rey | Partidos Copa de la UEFA | Goles Encajados | Goles |
| -------------------- | ------- | --------- | ---------------- | --------------------- | ------------------------ | --------------- | ----- |
| Rayo Vallecano       | España  | 1997-2004 |                  |                       |                          |                 |       |
| SD Ponferradina      | España  | 2002-2003 | 3                |                       |                          | 3               |       |
| Real Madrid Castilla | España  | 2005-2006 | 26               |                       |                          | 30              |       |
| Sevilla FC           | España  | 2006-2007 | 5                | 0                     | 3                        | 8               |       |
| UD Almería           | España  | 2007-2008 | 17               | 0                     | 0                        | 20              |       |
| Rayo Vallecano       | España  | 2008-2009 | 40               | 0                     | 0                        | 35              | 1     |
| Rayo Vallecano       | España  | 2009-2010 | 25               | 0                     | 0                        | 34              |       |
| Rayo Vallecano       | España  | 2010-2011 | 34               | 0                     | 0                        | 40              |       |
| Rayo Vallecano       | España  | 2011-2012 | 15               | 0                     | 0                        | 29              |       |
| FC Vaslui            | Rumanía | 2012      |                  |                       |                          |                 |       |
| Rayo Vallecano       | España  | 2012-2013 | 8                | 2                     | 0                        | 14              |       |
| Rayo Vallecano       | España  | 2013-2014 | 5                | 3                     | 0                        | 17              |       |

- Actualizado el 13 de marzo de 2014

## Palmarés

### Campeonatos nacionales
| Título       | Club       | País   | Año  |
| ------------ | ---------- | ------ | ---- |
| Copa del Rey | Sevilla FC | España | 2007 |

### Copas internacionales
| Título              | Club       | País   | Año  |
| ------------------- | ---------- | ------ | ---- |
| Supercopa de Europa | Sevilla FC | España | 2006 |
| Copa de la UEFA     | Sevilla FC | España | 2007 |

### Distinciones individuales
| Distinción                        | Año  |
| --------------------------------- | ---- |
| Trofeo Zamora de Segunda División | 2009 |